# Wellington (Kentucky)
Wellington – miasto w Stanach Zjednoczonych, w stanie Kentucky, w hrabstwie Jefferson.